# Hahnia cameroonensis
Hahnia cameroonensis är en spindelart som beskrevs av Robert Bosmans 1987. Hahnia cameroonensis ingår i släktet Hahnia och familjen panflöjtsspindlar.
Artens utbredningsområde är Kamerun. Inga underarter finns listade i Catalogue of Life.